# نورث هایکهم
latitudeنورث هایکهمlongitudeنورث هایکهم
نورث هایکهم (به انگلیسی: North Hykeham) یک شهرک در بریتانیا است که در انگلستان واقع شده‌است.

## خصوصیات
نورث هایکهم ۱۱٬۵۳۹ نفر جمعیت دارد.

## خواهرخوانده
شهر Denzlingen خواهرخواندهٔ نورث هایکهم هست.